# Rectoria de Bellver de Cerdanya
La Rectoria de Bellver de Cerdanya és una obra de Bellver de Cerdanya (Baixa Cerdanya) inclosa a l'Inventari del Patrimoni Arquitectònic de Catalunya.

## Descripció
Edifici fent cantonada a la plaça Major i davant l'església.
Consta de planta baixa, dos pisos i sota coberta.
Arcades de mig punt a la planta baixa. Balcó de llosa de pedra semicircular, finestra i fornícula a la primera planta. Balcó rectangular i finestra a la segona planta. Important ràfec sostingut per tornapuntes de fusta a la façana i mènsules de pedra.